# 連合小児発達学研究科
連合小児発達学研究科（れんごうしょうにはったつがくけんきゅうか、英: United Graduate School of Child Development, UGSCD）は、複数の国立大学から構成される博士後期課程のみの独立研究科であったが、2024年に前期博士課程も新たに併設されている。複数の大学が協力して教育研究を行う連合大学院の一つである。

## 概要
2009年に設置。正式な名称は、大阪大学・金沢大学・浜松医科大学・千葉大学・福井大学連合小児発達学研究科である。小児発達学専攻を設置している。
構成大学のうち、大阪大学が基幹大学にあたり、金沢大学、浜松医科大学、千葉大学、福井大学が連携大学を務める。大阪大学大学院連合小児発達学研究科では付属機関として、子どものこころの分子統御機構研究センター（2010年4月設置）が設けられているなど、それぞれの構成大学において、子どものこころの発達研究センター が付属の教育研究施設として設置されている。

## 沿革
- 2009年4月 - 大阪大学を基幹大学として、大阪大学・金沢大学・浜松医科大学連合小児発達学研究科が設置される[8]。
- 2012年4月 - 千葉大学と福井大学が加わり、大阪大学・金沢大学・浜松医科大学・千葉大学・福井大学連合小児発達学研究科となる[9]。

## 専攻科
出典：
博士後期課程（3年制）
- 小児発達学専攻
  - こころの発達神経科学講座（大阪校）
    - 小児発達神経学研究領域
    - 子育て支援学研究領域
    - 分子生物遺伝学研究領域
    - 高次脳機能損傷学研究領域

- こころの相互認知科学講座（金沢校）

- 社会認知生物学研究領域
- コミュニケーション支援学研究領域
- 高次脳機能学研究領域
- 協調運動障害学研究領域
- 社会神経科学研究領域

- こころの発達健康科学講座（浜松校）

- 画像生物学研究領域
- 社会支援学研究領域
- 疫学統計学研究領域

- こころの認知行動科学講座（千葉校）

- 認知行動療法学研究領域
- メンタルヘルス支援学研究領域
- 認知行動脳科学研究領域

- こころの形成発達科学講座（福井校）

- 情動認知発達学研究領域
- 発達環境支援学研究領域
- 脳機能発達学研究領域